# Julgoldita
La julgoldita es una serie de tres minerales con el mismo nombre, de la clase de los sorosilicatos y dentro de estos del "grupo de la pumpellyíta" (subgrupo de la julgoldita). Fue nombrado en 1971 por el geoquímico norteamericano Julian R. Goldsmith, de cuyo nombre deriva su nombre.

## Especies minerales
El término julgoldita se corresponde con tres minerales, antes considerados variedades y hoy aceptados por la Asociación Mineralógica Internacional como especies distintas:
- Julgoldita-(Fe2+): Ca2Fe2+(Fe3+)2(Si2O7)(SiO4)(OH)2·H2O
- Julgoldita-(Fe3+): Ca2Fe3+(Fe3+)2(Si2O7)(SiO4)O(OH)·H2O
- Julgoldita-(Mg): Ca2Mg(Fe3+)2(Si2O7)(SiO4)(OH)2·H2O

Entre estros tres extremos se formarían series de solución sólida, dando una familia de minerales por sustituciones parciales de los tres iones metálicos.
Son silicatos del tipo sorosilicatos, con mezcla de grupos funcionales del tipo Si2O7 y SiO4, entre cuyos tetraedros se sitúan los iones metálicos de las distintas especies minerales.

## Formación y yacimientos
Aparecen en yacimientos de hematites y magnetita (en Suecia). También en cuarzo-diabasa (en Escocia).
Aparecen normalmente asociados a otros minerales tales como: apofilita, barita, hematites, ilvaíta, calcita, cuarzo, clorita, prehnita, epistilbita, estilbita, pectolita, laumontita, babingtonita y titanita.